# Joan Alzina i Melis
Joan Alzina i Melis (Capdepera, 27 de març de 1883 - Madrid, 21 de gener de 1979) fou un psiquiatre, assagista i pedagog mallorquí.
Al 1899 es traslladà a Barcelona per estudiar medicina. Aquell mateix any, un grup d'estudiants entre els quals es trobaven a més d'Alzina Melis, Joan Baptista d'Aguilar-Amat i Banús, Francesc Badia i Guia, Josep Balcells i Masó, Josep Maluquer i Nicolau, Salvador Maluquer i Nicolau, Josep M. Mas de Xaxars i Antoni Novellas i Roig, van impulsar i fundar la Institució Catalana d'Història Natural. Va tenir coneixença amb Josep Carner, el qual l'animà a col·laborar a la revista literària Catalunya, entre el 1903 i el 1905. Finalitzats els seus estudis en medicina, va obtenir una beca per anar a especialitzar-se en psiquiatria a Bolonya.
Especialitzat en psicopedagogia, al 1917 fou un dels impulsors de l'Institut per a infants deficients creat l'Ajuntament de Barcelona, i que al 1921 s'establí a Vil·la Joana. Aquest centre feia servir els mètodes d'educació especial més avançats de l'època, i del qual, Alzina i Melis fou director des del 1923.
Publicà diferents articles especialitzats, entre els quals destaca La delincuencia y la frenastenia (1930), i El Reflex òculo-cardíac en els nens sans i El Reflex òculo-cardíac en psiquiatria i neuropatologia, publicats entre 1913-34.
El 2017 es va publicar un llibre sobre la seva vida i obra.